# 缶乃
缶乃（かんの）は、日本の漫画家、同人作家。

## 略歴
2012年のCOMITIA100より、サークル『ハイパーケトルイエスタデイ』で同人活動を開始。COMITIAで編集者に「百合をやりましょう」と言われたことがきっかけで『あの娘にキスと白百合を』の制作が始まり、月刊コミックアライブ（KADOKAWA）2014年1月号から連載開始。2019年4月号掲載の第50話で連載終了。
『合格のための! やさしい三角関係入門』が『月刊コミック電撃大王』（KADOKAWA）2020年3月号から2021年3月号まで連載。

## 人物
百合が好きになったきっかけは『マリア様がみてる』、漫画版『ギャラクシーエンジェル』、『セーラームーン』。
サークル『ハイパーケトルイエスタデイ』は、学生時代から缶乃、ねが、川内の3名で活動を行っている。商業誌でも交流があり、ねがの百合短編集に推薦文とイラストを寄せている。また、『あの娘にキスと白百合を』のドラマCD第4巻のブックレットには、ねがと川内がイラストを寄せている。
二次元のピンク髪が好き。

## 作品リスト

### 連載
- あの娘にキスと白百合を（『月刊コミックアライブ』〈KADOKAWA〉2014年1月号 - 2019年4月号、MFコミックスアライブシリーズ 全10巻）
- 合格のための! やさしい三角関係入門（『月刊コミック電撃大王』〈KADOKAWA〉2020年3月号 - 2021年3月号、電撃コミックスNEXT 全2巻）
- 黄道寮の星座な日々（『コミックフラッパー』〈KADOKAWA〉2022年3月号 - 2023年11月号、全12話、全2巻）

### 短編集
- サイダーと泣き虫。（百合姫コミックス〈一迅社〉 2015年3月18日発売 ISBN 978-4-7580-7397-4）
  - 同人誌をまとめた短編集[9]。
- 缶乃短編集 無職とJK（電撃コミックスNEXT〈KADOKAWA〉 2020年8月27日発売 ISBN 978-4-04-913397-4）
  - 『エクレア あなたに響く百合アンソロジー』で連載された『無職とJK』全話収録のほか、読み切り作品、同人誌作品、『無職とJK』新規描き下ろしエピソードが収録されている[10]。

### 読切
- 無職とJK（『エクレア あなたに響く百合アンソロジー』〈KADOKAWA〉第1弾 - 第5弾、2016年11月 - 2019年11月）
- 四姉妹は初恋のはじまり（『まんがタイムきららキャラット』〈芳文社〉2017年9月号 - 10月号）
- 花の命は短くても（『カヌレ スール百合アンソロジー』〈一迅社）、2019年6月）
- それがあの娘のほしいもの（『シロップ SECRET 禁断×百合アンソロジー』〈双葉社〉、2019年8月）
- 最初で最後の夜の話（『シロップ NIGHT 初夜百合アンソロジー』〈双葉社〉、2019年11月）